# Chanel
Pour les articles homonymes, voir Chanel.
Chanel ou Chanel SAS est une entreprise française productrice de haute couture, ainsi que de prêt-à-porter, accessoires, parfums et divers produits de luxe. Elle trouve son origine dans la maison de couture qu'avait créée Gabrielle Bonheur Chasnel, dite « Coco Chanel », en 1910, mais résulte du rachat de Chanel (couture) par l'entreprise Les Parfums Chanel en 1954.
Elle appartient majoritairement aux frères Alain Wertheimer et Gérard Wertheimer. Ils sont les petits-fils de Pierre Wertheimer, associé de Coco Chanel. Le siège de la marque est situé à Neuilly-sur-Seine mais l'entreprise est contrôlée par une holding implantée aux Pays-Bas et dont le groupe est à Londres.

## Histoire de la maison Chanel

### Débuts
Le premier point de vente de Gabrielle Chasnel, alors modiste, se situe dans un appartement parisien, au 160, boulevard Malesherbes, alors prêté par son amant du moment, le riche et séduisant Étienne Balsan. Quittant Balsan, Coco Chanel part vivre avec l'ami de celui-ci, Arthur « Boy » Capel ; les deux hommes s'entendent pour soutenir communément les affaires de Coco. Celles-ci étant florissantes, l'appartement devient trop petit et Arthur Capel finance alors, en 1910, des locaux au 21, rue Cambon : c'est le début de « Chanel Modes ». Il s'agit alors uniquement d'un magasin de chapeaux et il y avait interdiction d'y vendre des vêtements, car une couturière était déjà à cette adresse comme le stipule le bail commercial.
En 1913, Coco Chanel développe ses activités en ouvrant son premier magasin de vêtements, financé par « Boy » Capel, à Deauville,,. Alors que la Première Guerre mondiale débute, Coco Chanel reste dans la station balnéaire très prisée des riches parisiens. En 1914, Gabrielle Chanel passe un week-end à Biarritz, lieu où les affaires se font en ces temps de guerre, avec son amant : une seconde boutique ouvre ses portes l'année suivante dans cette ville épargnée par la guerre. En 1917, elle réalise les costumes du ballet Le Train bleu.

### L'entre-deux-guerres
À la fin de la Guerre, Gabrielle Chanel rembourse l'investissement de son amant et devient indépendante financièrement. Elle ouvre alors au 31 rue Cambon à Paris en 1918. Dans les années 1920, l'économie mondiale se remet de la guerre et Coco Chanel étend ses activités en ouvrant des ateliers, des bureaux, et autre boutique au no 31 puis plus tard des bureaux aux numéros 25, 27 et 23 de la rue Cambon. Un point de vente ouvre également à Cannes.
Ernest Beaux lui propose alors de créer son propre parfum : No 5, qui sera vendu en 1921 au départ uniquement dans les boutiques Chanel, puis proposé après aux parfumeurs. Il deviendra l'un des parfums les plus vendus au monde.

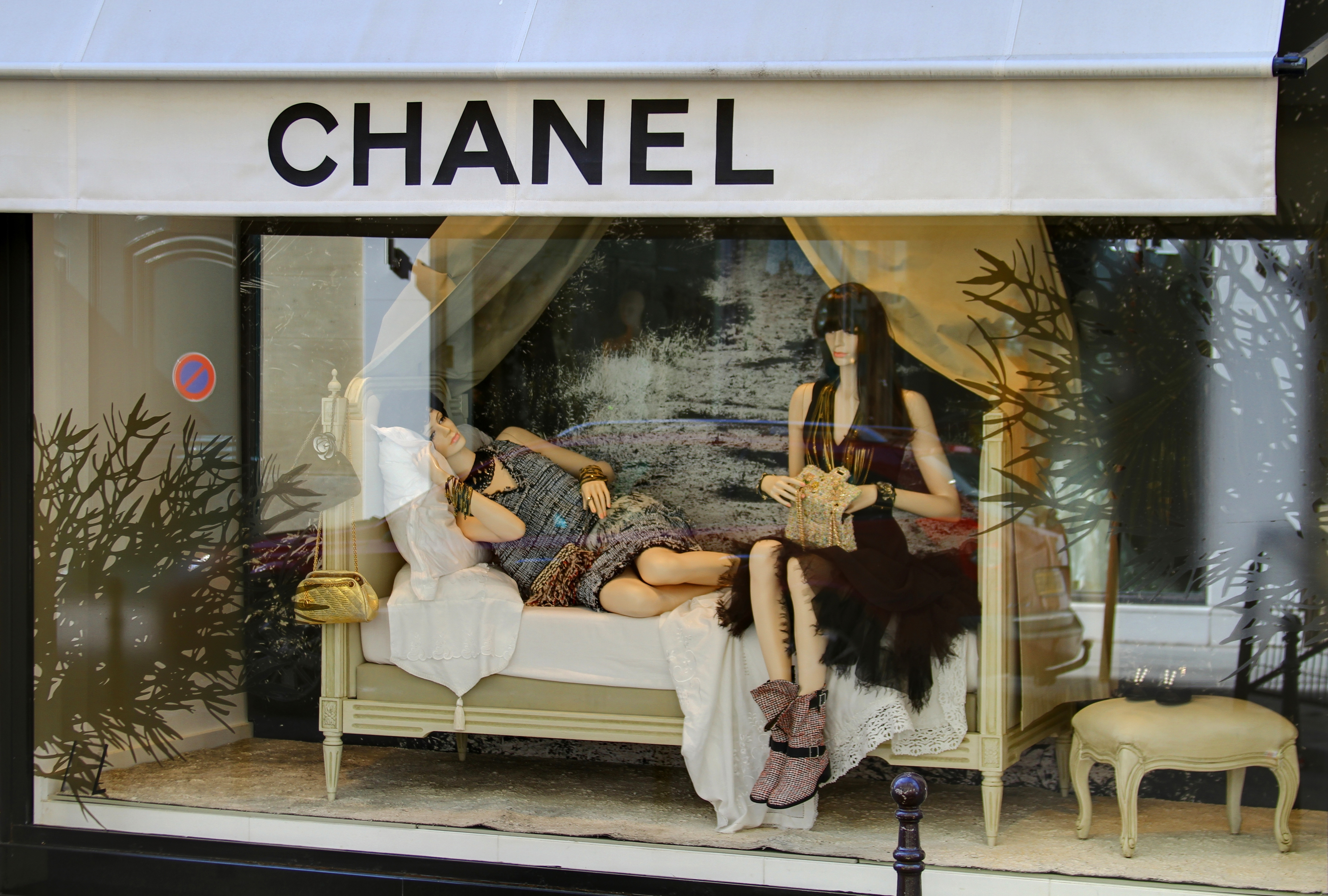
Boutique Chanel Cambon, 31 rue Cambon à Paris (2011).

En 1923, Théophile Bader présente Coco Chanel à Pierre et Paul Wertheimer, puissants propriétaires des parfums Bourjois ; s'appuyant sur l'assise financière des deux frères et leur usine de Pantin, elle obtient en 1924 10 % des Parfums Chanel (70 % du capital allant aux frères Wertheimer, 20 % à Alfred Dreyfus et Max Grumbach, qui représentent Bader), contrat renégocié en 1947 et qui voit Gabrielle Chanel obtenir une redevance de 2 % du chiffre d'affaires annuel et une allocation mensuelle perpétuelle payant toutes ses dépenses. Inspirée par les vêtements de ses amants, plus généralement par le côté pratique du vestiaire masculin, et par son désir d'émanciper la femme, Gabrielle Chanel introduit dans ses collections le Jersey de Rodier, le tweed, les boutons et les ganses d'uniforme, les cardigans, les bijoux fantaisie, le pantalon pour les femmes et la mode des cheveux courts. Elle fait du camélia sa fleur de prédilection. On la retrouve d'une saison à l'autre dans les créations de la maison, au point de devenir emblématique. Coco Chanel participa à la révolution de la mode féminine en remplaçant le corset traditionnel par le confort et l'élégance de simples robes ou tailleurs. Elle propose aux femmes des tenues pratiques et sobres, crée des vêtements flottants, raccourcit les jupes et popularise le Jersey, tissu léger utilisé pour les dessous. Son style est épuré et les teintes sont neutres.
La maison devient particulièrement célèbre pour sa petite robe noire (1926), mais également pour les parfums de sa filiale comme l'emblématique No 5 (voir : parfums de Chanel).

Eau de parfum No 5 de Chanel.

### 1939-1945
En 1939, Gabrielle Chanel ferme la maison de couture et licencie l'intégralité de ses 4 000 ouvrières ; il ne subsiste que l'activité liée aux parfums Chanel, dont elle détient 10 %.
En 1941, profitant des lois antisémites sur l'aryanisation des biens, elle tente en vain de s'approprier l'intégralité des Parfums Chanel, alors que leurs propriétaires juifs, les frères Wertheimer, sont réfugiés aux États-Unis.

### 1954-années 1970
Après un exil de dix années en Suisse, et face au grand succès de la mode corsetée de Christian Dior, Gabrielle Chanel décide d'ouvrir de nouveau sa maison de couture du 31 rue Cambon en 1953. Les boutiques, ateliers et appartements sont remis en état. L'ouverture est faite le 5 février de l'année suivante,. Elle lance l'iconique tailleur en tweed et s'oriente vers une mode fonctionnelle : « une robe qui n'est pas confortable est une robe ratée ». L'accueil immédiat de la presse nationale est négatif, au contraire de la presse américaine telle que Vogue ou Life ; mais Chanel finit par renouer avec le succès à partir de 1956, jusqu'à finir par servir d'exemple à d'autres couturiers. Coco Chanel, peu gestionnaire, décide de vendre sa maison à Pierre Wertheimer, mais d'en garder la direction ; Chanel SA est créée en 1954 à la suite du rachat de la maison de couture par les Parfums Chanel. Les parfums et la couture sont ainsi réunis.
À la mort de Christian Dior en 1958, la presse voit en Chanel « l'influence majeure de la mode ». Dans les années 1960, Chanel est avec Balenciaga l'une des seules maisons de couture à refuser le prêt-à-porter,, soutien financier de la haute couture souvent déficitaire pour les couturiers. Chanel s'y résoudra quelques années plus tard, faisant fabriquer en France son prêt-à-porter, qu'elle commercialise avant tout sous licence,.
Alain Wertheimer, en qualité d’aîné, prend la direction de l'entreprise en 1976. L'année suivante, la collection de prêt-à-porter, toujours fabriquée sous licence, rencontre le succès ; quatre ans plus tard, le prêt-à-porter est réintégré sous la responsabilité directe de la marque, ainsi que l'ensemble des activités couture, parfums, accessoires et distribution qui sont regroupés sous une unique entité assurant la direction artistique, commerciale et financière.

### Karl Lagerfeld: 1983-2019

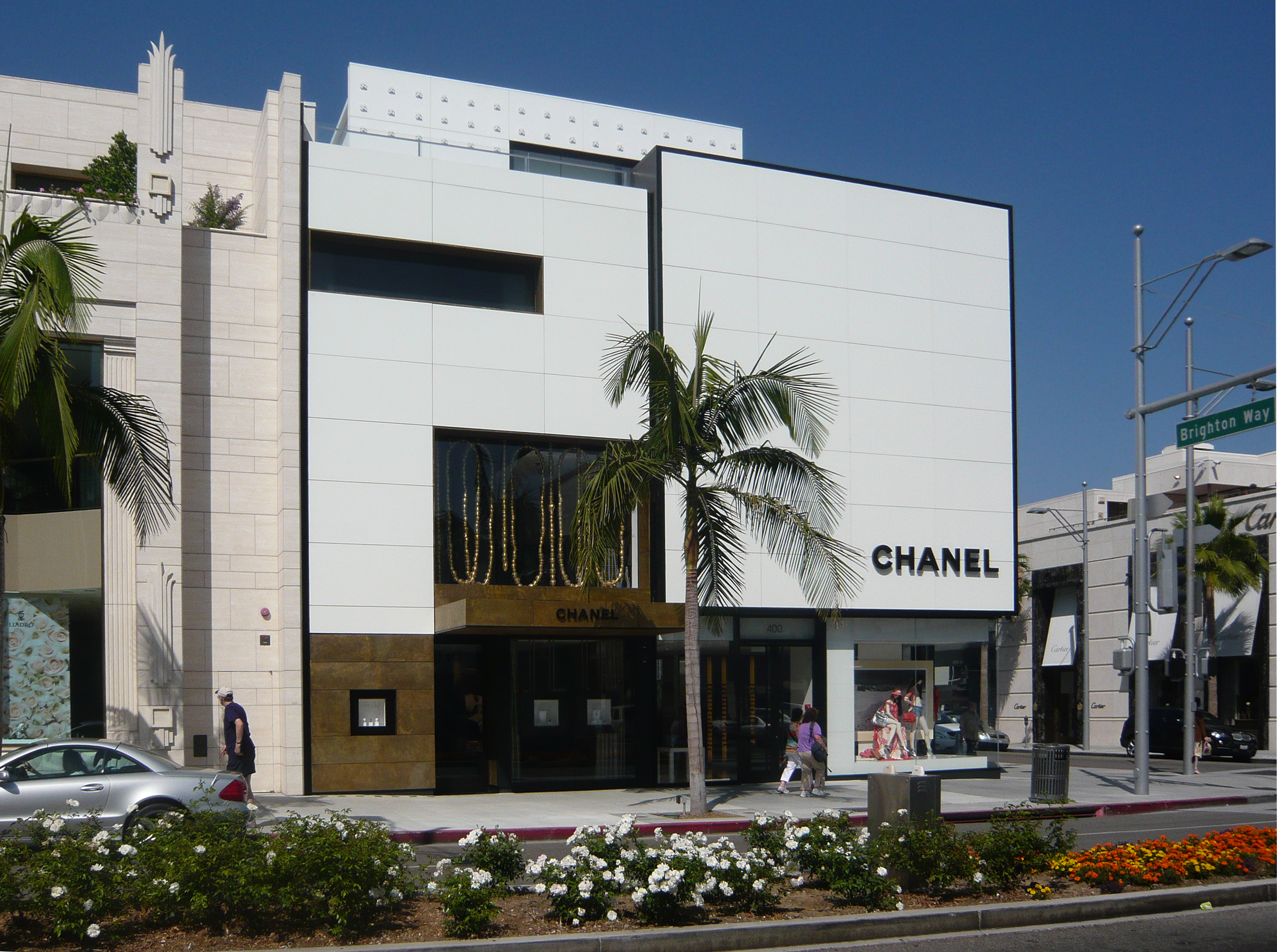
Boutique Chanel à Beverly Hills en Californie.

En 1983, alors que la Maison Chanel est en grande difficulté, Karl Lagerfeld est nommé au poste de directeur artistique de Chanel Mode. Il supervise l'ensemble de la production de la maison et a carte blanche : « Je peux faire ce que je veux, je peux prendre tous les risques, j'ai une liberté totale ».
Lagerfeld introduit dans ses collections de nombreux modèles comme une déclinaison contemporaine de ceux qu'a créés jadis Chanel, jusqu'à les parodier parfois. Inès de la Fressange est choisie pour promouvoir l'image de la maison.
En 1987, la marque investit le domaine de l'horlogerie.
En 1994, une boutique s'ouvre à Tokyo. En 1996, année du rachat de la Maison Michel, modiste, un autre magasin est créé à Osaka, dans le quartier de Shinsaibashi. Enfin, le magasin Omotesando est ouvert en 2001, à Tokyo. En 2004, Chanel ouvre une nouvelle boutique à Tokyo, dans le quartier de Ginza.
Début 2012, Karl Lagerfeld sélectionne un des bijoux en calcédoine de la joaillère Suzanne Belperron, dont il est un grand admirateur et collectionneur depuis 1960, pour donner le « la » de la collection printemps-été 2012 de la Maison Chanel : laiteux, à la fois opaque et transparent, dans un camaïeu de bleu,,,.
En 2013 s'installe à Pantin, la filiale Paraffection, qui regroupe les maisons d'art Lemarié (plumassier), Michel (chapelier), Lesage (brodeur), Massaro (chausseur) et Goossens (orfèvre), rachetées à partir de 1985.
En octobre 2014, Chanel SA vend Bourjois à Coty en échange d'une participation dans Coty estimée à 240 millions de dollars,.
L'entreprise est organisée en trois branches distinctes (mode, parfums-beauté et horlogerie-joaillerie), et en cinq zones régionales indépendantes.
Les frères Alain et Gérard Wertheimer, propriétaires du capital du groupe Chanel, se versent 3,4 milliards d'euros de dividendes pour l'exercice 2016. Ce montant représente près des deux tiers du chiffre d'affaires du groupe et quatre fois le bénéfice net réalisé la même année. Selon le magazine Challenges, « La ponction a été si forte […] que la trésorerie de l'entreprise est tombée, pour la première fois depuis longtemps, sous le milliard de dollars ».
En 2018, la marque lance à Tokyo une salle d'arcade, qui vise à faire découvrir ses nouveautés et relocalise son siège social à Londres, Chanel devient donc juridiquement une marque anglaise.
Au décès de Karl Lagerfeld, le 19 février 2019, c'est Virginie Viard, collaboratrice depuis 30 ans et « bras droit et bras gauche » du créateur qui reprend la direction artistique des collections mode de Chanel, pour la haute couture, le prêt-à-porter et les accessoires. Eric Pfrunder, collaborateur de longue date et proche de Karl Lagerfeld, est quant à lui nommé directeur artistique de l’image mode de la maison de la rue Cambon. Le 5 mars 2019, au Grand Palais, un public applaudit sa dernière collection Chanel dans un village de montagne.
En 2024, Chanel subit le ralentissement général du luxe avec des ventes en baisse de 4 % et des résultats nets en chute de 30 %.

## L'entreprise Chanel

Logo Chanel sans lettres.

Lettres CHANEL.

### Données économiques, financières et marketing
Dans le monde, le chiffre d'affaires de l'entreprise Chanel s'élève à 19,7 milliards d'euros pour l'année 2023. Selon, le magazine Capital, en 2016, celui de la France, représente 291 millions d'euros.
| Année | Chiffre d’affaires | Résultat opérationnel | Résultat net |
| ----- | ------------------ | --------------------- | ------------ |
| 2023  | 19 744             | 6 407                 | 4 732        |
| 2022  | 17 224             | 5 776                 | 4 596        |
| 2021  | 15 639             | 5 461                 | 4 026        |
| 2020  | 10 108             | 2 049                 | 1 388        |
| 2019  | 12 273             | 3 496                 | 2 410        |
| 2018  | 11 119             | 2 998                 | 2 166        |
| 2017  | 9 623              | 2 692                 | 1 792        |
| 2016  | 8 630              | 2 198                 | 1 511        |

### RSE
Le défilé Chanel du 6 mars 2018 au Grand Palais suscite la polémique, car le décor est constitué d'arbres coupés en forêt et importés sur le site.
Au titre de la RSE, l'association France Nature Environnement dénonce cette pratique, en « décalage complet avec les réels enjeux de protection de la nature et de l’environnement ».
Chanel répond dans un communiqué qu'il s'engage à replanter 100 nouveaux chênes dans la même forêt, et que les arbres ont été acquis dans le cadre d'un plan de coupe autorisé.
En 2018, Chanel obtient un score de 3 % de transparence sur la traçabilité et sa politique sociale et environnementale au Fashion Transparency Index élaboré par Fashion Revolution (en), soit l'un des plus bas des 150 entreprises du textile les plus importantes à l'échelle mondiale.

### Mécénat
En mars 2021, Chanel annonce la mise en place du "Culture Fund”, un fonds mondial qui souhaite offrir un nouvel élan à la culture, et plus particulièrement aux artistes contemporains, touchés par la crise sanitaire. Le fonds est composé de deux volets : d'une part le "Chanel Next Prize" qui finance à hauteur de 100 000 euros dix artistes lauréats, et d’autre part, une alliance avec de prestigieux partenaires culturels tels que le Centre Pompidou à Paris, The National Portrait Gallery de Londres, The Underground Museum situé à Los Angeles, le GES-2, un centre d’art contemporain moscovite et le Power Station of Art de Shanghai. Ces partenariats ont pour but de « créer de nouveaux programmes pour soutenir la scène artistique contemporaine autour de questions telles que la visibilité des femmes dans l’art, l’accès à la culture ou encore l’écologie ».
Initié en 2016 et inauguré en janvier 2022 par Emmanuel Macron, Chanel ouvre le 19M un bâtiment qui réunit onze maisons du groupe. L'objectif de ce lieu est de réunir au sein d'un même espace l'ensemble des métiers de l'artisanat qui contribuent aux collections,.
En 2023, Chanel lance un partenariat avec The Prince's Foundation, la fondation du roi Charles III, dans le cadre du développement du son offre de formation autour des savoir-faire d'excellence,.

### Dirigeants
(En 2013.)
- Alain Wertheimer, coprésident ; supervise l'ensemble depuis les États-Unis où il est installé[6]
- Gérard Wertheimer, coprésident
- Luc Dony président de Chanel SA, France
- Richard Collasse, Chanel KK, Japon
- Arie Kopelman, Chanel Inc, États-Unis
- Leena Nair[70]